# Carlos Coello de Portugal y Pacheco
Carlos Coello de Portugal y Pacheco (Madrid, 12 de agosto de 1850-27 de abril de 1888) fue un dramaturgo y periodista español.

## Biografía
Natural de la ciudad española de Madrid, fue colaborador de publicaciones como El Mundo Ilustrado, Don Diego de Noche (1868), La Ilustración Española y Blanco y Negro. Como dramaturgo, estrenó De Madrid á Biarritz (1870), zarzuela con Ramos Carrión; La mujer propia (1874); Roque Guinart (1875); La monja alférez (1875); El paño de lágrimas (1875); La pena negra (1877); Antaño y ogaño (1881); La vida es soplo (1881); Las mujeres que matan (1887); La mujer del César (1888); El maestro Estokati; El siglo que viene; La magia nueva; El cetro de caña, y Siemprevivas. Publicó, asimismo, El café, fantasía moral (en la Revista de España, 1872), El príncipe Hamlet (1872), El otro mundo, cuento fantástico (también en la Revista de España, 1874) y Cuentos inverosímiles (1878, 1887 y 1890). Con el seudónimo de «Pedro Ponce», estrenó la comedia A pluma y á pelo (1870) y El alma en un hilo (1874). Falleció en 1888.